# Парк Плейс
«Парк Плейс» (англ. Park Place Moscow) — жилой комплекс в Москве, возведённый на пересечении Ленинского проспекта с улицей Миклухо-Маклая в 1990—1992 годах.

## История
Задумка о создании жилого комплекса для иностранцев по западным стандартам, предполагающим наличие в нём всей инфраструктуры, возникла в 1988 году в управлении по обслуживанию дипломатического корпуса МИД СССР. Основной его целью ставилась изоляция иностранцев от города. По результатам конкурса был выбран совместный проект мастерской № 11 архитектурного бюро «Моспроект-1», возглавляемой Яковом Белопольским, и турецкой компании, специализирующейся на возведении домов. Силами турецких строителей комплекс возводился с 1990 по 1992 год, после чего передан созданной для его заведования компании «УпДК-Хайнс». Через два года по окончании строительства авторам проекта была вручена государственная премия.

## Описание
Парк Плейс формируется пятью корпусами монолитной конструкции разной этажности (от 8 до 23 этажей), в которых расположена 331 квартира (по другой информации — 330). За исключением двухкомнатных, каждая квартира распространяется на несколько ярусов. Для фасадов корпусов характерны сильно выделенные архитектурные элементы, сочетание глухих стен с маленькими окнами и стеклянных галерей вдоль всей поверхности. Первоначально в облике корпусов преобладал голый бетон, однако после реконструкции в 2006 году он был покрыт белой плиткой. На закрытой территории между ними под светопроницаемой крышей расположен оснащённый эскалаторами атриум, к которому примыкают помещения с объектами культурно-бытовых назначений и офисами. В него же выведена стеклянная арка выхода. Несвойственным для остального советского жилья стал двухэтажный подземный паркинг на 370 машиномест, к которому ведут лифты, выведенные в торцы.

## Население
По состоянию на 2008 год, в жилом комплексе преобладающую долю квартир арендовали юридические лица. При обжитости комплекса в 98—99 %, среди иностранного населения превалировали японцы. За ними следовали выходцы из США и Германии.